# ドクター荒井
ドクター荒井（ドクターあらい、本名：荒井昭、1944年7月7日 - ）は、日本のマッサージ師。東京都出身。東京マッサージ師学校（現東京医療福祉専門学校）卒業。

## 来歴
日本における性感マッサージの始祖といわれる。1973年国際研修プログラムによりアメリカ合衆国カリフォルニア州に留学して性に関するカウンセリング療法を学び、1974年にはカリフォルニア州モントレーの産婦人科で医療補助者として施術方を確立した。
日本に帰国後、一般的なマッサージ治療院を開業したが、アメリカでの経験が口コミで広がったことで性感マッサージ店であるすがも美療院も開業。新しい性風俗の業態として各種マスコミで話題となり、特に1985年頃、視聴率競争の激しかった土曜日深夜に放映されていた『ミッドナイトin六本木』では、ゲストの女性に生放送で性感マッサージを行うなど、「性感マッサージ」、「ドクター荒井」は当時流行語にもなった。

## テレビ出演
- ミッドナイトin六本木（テレビ朝日）
- トゥナイト（テレビ朝日）
- サタデーナイトショー（テレビ東京）

## 主演作品
- クライマックスはこれからだ
- 性感極秘テクニック（共演：愛染恭子、西川瀬里奈）

## 著書
- 今夜から最高・女と男の性感マッサージ
- 続・今夜から最高・性感シェイプアップ大研究